# آن ستيفنز (ضابط في سلاح الجو الملكي النسائي)
آن ستيفنز (من 4 نوفمبر 1912 إلى 26 يوليو 2000) قائدة جوية ومديرة السلاح الجوي الملكي النسائي في الفترة ما بين عام 1960 إلي عام 1963. تم تكريمها في عام 1946 وحصلت على رتبة الإمبراطورية البريطانية وتم ترقيتها إلى لقب السيدة القائدة في عام 1961.

## الأسرة والحياة المبكرة
ولدت ستيفيز في عائلة عسكرية مرموقة. فهي ابنه الجنرال السير ريجينالد بينج ستيفنساند وشقيقه الأدميرال جون بينج (1704-1757) الذي حكمت عليه محكمة عسكرية بالموت رميا بالرصاص بعد إثبات فشله في فك حصار مينوركا خلال حرب السنوات السبع.
تلقت ستيفنز تعليما خاصا في فترة طفولتها باستثناء الفترة التي اتلحقت فيها بمدرسة هاثروب. بدأت عملها التطوعي في عام 1939 بالقرب من منزلها في جلوسيسترشاير إلى أن أتيحت لها الفرصة للتطوع في القوات النسائية المساعدة للسلاح الجوي الملكي.

## الحياة العملية
انضمت ستيفنز إلى كتيبة 27 جلوستر عندما تم تشكيلها للمرة الأولى في 1939، وأصبحت أول قائدة لها.
أمضت ستيفنز فترة خدمتها خلال الحرب العالمية الثانية في العديد من الدول مثل بريطانيا وبلجيكا وألمانيا. وتعتبر هي ثاني عضوه في سلاح الجو الملكي تعبر ساحل نورماندي بعد عملية إنزال النورماندي. واصلت خدمتها بعد الحرب في سلاح الجو الملكي، والذي أصبح يعرف باسم سلاح الجو الملكي النسائي في عام 1949. في عام 1950 تولت مسؤولية مستودع تدريب القوات المسلحة الجوية النسائية في هوكينج، لتصبح بذلك هي أول امرأة تدير موقع عسكري.
تم ترقية ستيفنز في عام 1951 إلى رتبة قائد مجموعة ثم مفتشا لسلاح الجو الملكي النسائي في الفترة ما بين عام 1952 إلى عام 1954 قم نائبة قائدة القوات في الفترة ما بين عام 1954-1957 تحت قيادة السيدة القائدة هنريتا بارنيت.
أمضت ستيفنز عامين في ألمانيا مع القوة الجوية التكتيكية الثانية. في عام 1960 تم تعيينها مديرة للقوات المسلحة الجوية الملكية ومساعد فخري للملكة إليزابيث الثانية، برتبة القائد الجوي. بعد تقاعد بارنيت حتى تقاعدت هي في عام 1963، لتخلفها السيدة جان كونان دويل.

## الحياة اللاحقة
بعد التقاعد، انتقلت ستيفنز للعيش في سيبفورد فيريس، بانبوري، أوكسفوردشاير وتطوعت في الصليب الأحمر البريطاني وغيرها من الجمعيات الخيرية. توفيت في 26 يوليو 2000، عن عمر يناهز 87، غير متزوجة.
تم تقدير ثروتها بعد وفاتها بما يقرب من 680,546 جنيه إسترليني.

## وصلات خارجية
- طبقة النبلاء.
- الموقع الرسمي سلاح الجو الملكي.